# تيتي (لاعب كرة قدم مواليد 1985)
تيتي (بالإسبانية: Alberto 'Tete' Sansimena Chamorro)‏ هو لاعب كرة قدم إسباني في مركز نصف الجناح، ولد في 26 مايو 1985 في بطليوس في إسبانيا. لعب مع أتلتيكو مدريد وبونفيرادينا وريال مورسيا ونادي ألباسيتي ونادي أيك لارنكا ونادي بطليوس ونادي فييانوفينسي.

## وصلات خارجية
- تيتي (لاعب كرة قدم مواليد 1985) على موقع Soccerway.com (الإنجليزية)
- تيتي (لاعب كرة قدم مواليد 1985) على موقع AS.com (الإسبانية)